# Stadion Miejski w Bogdanci
Stadion Miejski – stadion piłkarski w Bogdanci, w Macedonii Północnej. Obiekt może pomieścić 500 widzów. Swoje spotkania rozgrywają na nim piłkarze klubu Wardarski Bogdanci.